# Трова, Эрнест
Эрнест Трова (англ. Ernest Tino Trova; 1927—2009) — американский художник и скульптор самоучка; многие его скульптуры отлиты из необычной белой бронзы.

## Биография
Родился 19 февраля 1927 года в городе Клейтон, штат Миссури, в семье промышленного дизайнера и изобретателя.
Обучался в Clayton High School и St. Louis University High School. Его отец умер после окончания Эрнестом средней школы.
В годы Второй мировой войны, переписываясь с американским поэтом Эзра Паундом, работавшим в это время в госпитале святой Елизаветы в Вашингтоне, Трова проявил интерес к поэзии. Но позже увлекся живописью и скульптурой, создав много значимых произведений, среди которых известная скульптура «Распадающийся человек» (англ. The Falling Man), находящаяся в парке Laumeier Sculpture Park, штат Миссури.
Некоторое время он работал в знаменитом универмаге Famous-Barr в Сент-Луисе в качестве декоратора и оформлял оконные витрины. Коллекционер Morton D. May, который владел в магазине художественным отделом, купил одну из картин Тровы и представил её в Нью-Йоркском музее современного искусства. Работа Roman Boy была удостоена первой премии на выставке в Миссури City Art Museum (ныне St. Louis Art Museum), что принесло Эрнесту известность как художника. Затем его работы были представлены в Pace Gallery в Нью-Йорке, в музее Соломона Гуггенхайма, в галерее Тейт в Лондоне.
Интересно, что Эрнест Трова занимался также разработкой дизайна дорогих наручных часов.
Умер 8 марта 2009 года в городе Ричмонд-Хайтс, штат Миссури, из-за сердечной недостаточности. Был женат на Кларе Рэнд (англ. Carla C. Rand), после смерти которой в 2008 году Эрнест Трова так и не оправился. У них осталось трое детей.
Был введен в Сент-Луисскую «Аллею славы».